# Dê Stiefelgeiss
Dê Stiefelgeiss là một giống dê núi thuộc nhóm dê nhà có nguồn gốc ở vùng cao nguyên St. Gallen, Thụy Sĩ. Số lượng dê giống này hiện đang dưới 1.000 con.
Cả hai giới tính của giống dê Stiefelgeiss đều có sừng. Bộ lông của chúng có màu trong khoảng màu nâu nhạt đến màu đỏ sậm. Lông của chúng cũng không quá xù xì, nhưng phía sau đầu của chúng có lông như bộ râu dài, được gọi là "Mänteli," có chiều dài dài hơn các vị trí khác và cũng có màu khác với phần còn lại của cơ thể. Một số thành viên của giống dê này có lông dài, râu trên cằm.
Cho đến những năm 1920, dê Stiefelgeiss được chủ động lai tạo, nhưng đến những năm 1980, nó đã gần như tuyệt chủng. Chú ý đến điều này, tổ chức bảo tồn của Thụy Sĩ Pro Specie Rara đã quan tâm đến giống dê này. Hiện nay hầu hết được quản lý bởi Câu lạc bộ nhân giống dê của Thụy Sĩ, những nỗ lực bảo tồn đang diễn ra khuyến khích nông dân giữ dê vì tính hữu dụng nông nghiệp của chúng, phục vụ với vai trò là dê mẹ và lấy thịt. Trong khi số lượng dê giống này vẫn khá thấp và có nguy cơ tuyệt chủng, xu hướng gần đây về số lượng của chúng khá tích cực. Tính đến năm 2001, có 600 cá thể tăng thêm trong số 87 nhà lai tạo. Chúng tập trung ở miền đông Thụy Sĩ, với các nhóm giống rải rác cũng được tìm thấy ở các vùng trung tâm và phía tây của đất nước này.